# Sophia Goudstikker
Sophia Goudstikker, née le 15 janvier 1865 à Rotterdam et morte le 20 mars 1924 à Munich, est une photographe néerlandaise et pionnière dans le féminisme. Elle est une des premières activistes des droits des femmes à Munich. Elle travaille avec Anita Augspurg avec qui elle a une relation. Lorsque cette dernière se termine, Goudstikker devient une féministe plus modérée et se lie avec Ika Freudenberg. Elle est également la première femme célibataire à obtenir une licence royale en photographie et la première femme en Allemagne autorisée à plaider devant les tribunaux pour mineurs.

## Biographie
Sophia Goudstikker est née le 15 janvier 1865 à Rotterdam (Pays-Bas). Elle est la seconde plus jeune d'un fratrie de 9 enfants. Vers 1867, la famille déménage depuis les Pays-Bas pour rejoindre Hambourg, dans l'actuelle Allemagne. De là, les parents ainsi que la cadette de la famille, Mathilde Nora Goudstikker (1874-1934) déménagent à Dresde, là où Salomon décède en 1892. Sophia Goudstikker se forme à la peinture à Dresde dans l'école de peinture d'Amalie Augspurg, où elle rencontre Anita Augspurg, qui vivait temporairement avec sa sœur. Une relation entre les deux femmes se créée et en 1886, elles déménagent à Munich où elles suivent une formation de photographie. 

### Carrière
Goudstikker et Augspurg arrivent à Munich et fondent l'Atelier Elvira (Hofatelier Elvira en allemand) le 13 juillet 1887,. C'est l'une des premières entreprises dirigée par des femmes dans l'Empire allemand. Goudstikker est la première femme allemande non-mariée à obtenir une licence royale pour la photographie. Le studio devient un lieu de rencontre pour les Avant-garde et est fréquenté par de multiples personnalités. Isadora Duncan, Marie-Adélaïde de Luxembourg, Rainer Maria Rilke et d'autres artistes, intellectuels et membres de la royauté ont été photographiés au studio. 
Dans les tribunaux de jeunes, un diplôme de droit n'est pas requis. Goudstikker exerce donc en tant première femme allemande autorisée à représenter des jeunes devant les tribunaux et, alors qu'elle était autodidacte, les prouesses de Goudstikker en défense judiciaire lui apportent le respect à Munich. 

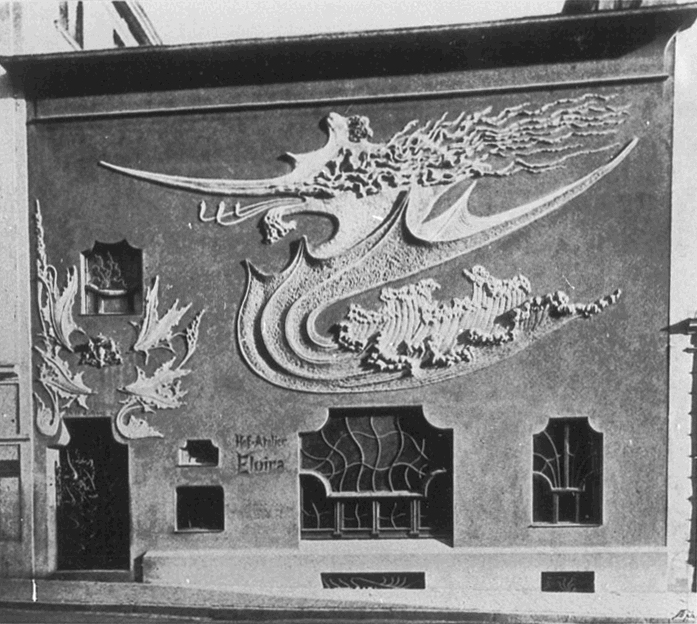
Façade Art-Nouveau de l'Atelier Elvira

En 1898, sa relation avec Augspurg se termine et Goudstikker gère le studio seule jusqu'en 1908. La petite sœur de Goudstikker, Mathilde Nora, souvent appelée Nora, la rejoint dans son travail de photographe. Vers la fin de sa vie, Sophia Goudstikker loue l'établissement à la photographe Emma Uibleisen mais la Première Guerre mondiale et ses conséquences ont dispersé la clientèle traditionnelle.   
Elle engage l'architecte August Endell pour concevoir le studio, au numéro 15 de la Von-der-Tann-Straße, qui devient assez renommé ; la façade violette et turquoise Art nouveau ornée d'une dragon stylisé en bas-relief en était emblématique,.  Lorsque le nouveau studio est terminé, Goudstikker et Ika Freudenberg vivent ensemble dans le bâtiment au numéro 3a de la Königinstraße, derrière le studio. Dans ses mémoires, la militante féministe berlinoise Gertrud Bäumer, qui était particulièrement proche d'Ika Freudenberg, décrit cette « étrange petite maison gris-vert » comme un lieu de rencontre vivant et inspirant pour les « personnes fortes [...], pleines de vie [...] qui voulaient se frayer un accès à une existence plus riche et plus libre ». Finalement, Freudenberg et Goudstikker ont été considérées comme un couple, même si elles se laissaient toutes les deux leurs libertés. 
En 1898, Goudstikker se convertit du judaïsme au protestantisme. 
Elle décède à Munich le 20 mars 1924. Elle est enterrée dans la tombe de sa mère au Nordfriedhof, mais la sépulture est abandonnée.   

## Féminisme
À mesure que leur commerce de photographie grandit, Goudstikker et Augspurg deviennent des féministes convaincues, avec comme objectif de redéfinir l'espace des femmes. Goudstikker portait une coupe courte et des vêtements simples et confortables et projetait ce qui semblait être, pour les contemporains, une masculinité féminine. 
En 1889, Goudstikker et Augspurg rejoignent le mouvement d'ouverture les universités aux femmes, Allgemeiner deutscher Frauenverein, et l'année suivante, The modern life society. Les réunions des deux organisations étaient gardées sous surveillance de la police qui pensait qu'elles nourrissaient l'immoralité et enfreignaient l'interdiction à la participation des femmes à la vie politique. Augspurg y est régulièrement l'oratrice alors que Goudstikker se charge des relations avec les autorités afin de montrer que les réunions n'étaient pas un but d'agitation politique. 
En mai 1894, Goudstikker et Augspurg co-fondent, avec Ika Freudenberg, le premier groupe local de défense des droits des femmes, Gesellschaft zur Förderung geistiger Interessen der Frau (Société pour la promotion des intérêts spirituels de la femme), plus tardivement rebaptisé Verein für Fraueninteressen (Association pour les intérêts des femmes). Lorsque la relation entre Augspurg et Goudstikker se détériorent, Goudstikker s'oriente vers les questions pratiques du féminisme en se concentrant sur la parité économique et juridique. Elle dirige le bureau de protection juridique de la VFF depuis sa création en 1898 jusqu'à sa mort. 

## Héritage
Goudstikker est devenue un centre d'intérêt pour les spécialistes américains du lesbianisme, bien qu'elle ait été largement ignorée par les spécialistes allemands. À cette époque, les idéaux victoriens de la féminité exigeaient encore que la place d'une femme soit au sein d'une union hétérosexuelle et qu'elle soit chargée d'élever les enfants et de gérer les affaires de la maison. La revendication de la liberté sexuelle et du désir des femmes était un concept relativement nouveau à l'époque et n'était pas acceptée par la majorité des activistes féministes ou par le public en général. Les femmes de son cercle se sont efforcées de redéfinir ce qu'était la communauté des femmes. L'atelier Elvira a été largement décrit comme une enclave pour l'homosexualité et la visibilité croissante des partenariats entre personnes du même sexe. 
Du point de vue du genre, Goudstikker évite une interprétation binaire stricte, car ses relations professionnelles et intimes étaient variées. Avec Augspurg, tous deux s'efforcent d'incarner des traits masculins, avec Freudenberg, la relation est décrite comme féminine et Goudstikker comme masculine, et dans ses relations avec Bülow et Salomé, il y a un aspect féminin partagé. En partie, l'époque a imprégné l'identité masculine d'indépendance, et l'androgynie de Goudstikker a forcé les écrivains à essayer de restaurer sa féminité ou à la détruire complètement et à la masculiniser. 

## Postérité
Elle est une inspiration pour les personnages de « Hans » dans Mädchenreign de Lou Andreas-Salomé, « Sie » dans Sie und er de Frieda von Bülow et « Box » dans Le troisième sexe d'Ernst von Wolzogen. Des pages des journaux intimes de Salomé et Bülow confirment que Goudstikker est l'inspiration pour les trois personnages et le surnom de « Puck » lui est attribué. 
Un parc de Munich Ramersdorf porte son nom.